# Спурий Кассий Вецеллин
Спу́рий Кассий Вецеллин (лат. Spurius Cassius Viscellinus) (около 540 — 485 год до н. э.) — видный римский политический и военный деятель VI—V веков до н. э.; трижды избирался консулом и дважды был удостоен триумфа; был первым в Римской республике назначен в качестве начальника конницы; автор первого аграрного закона.

## Семья
Вецеллины — ветвь (когномен) патрицианского рода Кассиев; Спурий Кассий Вецеллин — единственный известный патриций, принадлежавший этой ветви[уточнить].
Полное имя Спурия Кассия Вецеллина — лат. Spurius Cassius S. f. S. n. Viscellinus, судя по сокращению «S. f. S. n.» (лат. S(purius) f(ilius), S(purius) n(epos)), его отец и дед носили это же имя.
На момент смерти Спурия в 485 году до н. э. его отец был жив.
У Спурия Кассия осталось три сына, имена которых до нас не дошли.
Считается, что Спурий Кассий и его сыновья были патрициями, но все позже жившие члены рода числятся плебеями; существует версия, что сыновья Спурия Кассия или их потомки были изгнаны из рядов патрициев, или сами, добровольно перешли в плебейское сословие, так как патриции пролили кровь их отца.

## Политическая и военная деятельность
В 502 году до н. э. Спурий Кассий Вецеллин — консул Римской республики с коллегой Опитером Вергинием Трикостом.
По словам Дионисия, Спурий Кассий предпринял успешный поход против сабинян и выиграл битву при Курах, во время которой сабиняне понесли такие потери, что вынуждены были просить мира и отдать римлянам значительную часть своих земель.
Спурий Кассий по возвращении в Рим был удостоен триумфа.
Тит Ливий не упоминает о войне с сабинянами, но ошибочно пишет о победе двух консулов над аврунками и взятии города Suessa Pometia (совр. Помеция), причём повторяет описание этой кампании как произошедшей в 495 году до н. э.
В следующем, 501 году до н. э., Спурий Кассий назначен начальником конницы (лат. magister equitum) у первого римского диктатора Тита Ларция Флава.
Причиной назначения диктатора было ожидание неминуемой войны с сабинянами и латинами. Война с сабинянами была объявлена после неудачных переговоров, но военных действий не велось.

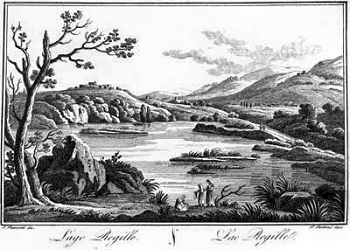
Озеро Регил (Regillus) на гравюре

В 498 или 496 году до н. э. возле озера Регил (лат. Regillus) произошла битва с латинами; после победы римлян Спурий Кассий в сенате призвал к полному уничтожению латинских городов.
Во второй раз Спурий Кассий избран консулом на 493 год до н. э. с коллегой Постумом Коминием Аврунком.
В это время плебеи предприняли уход (сецессию) из Рима на Священную гору (лат. Mons Sacer).
Спурий Кассий заключил союз с латинами; Цицерон упоминает, что копия этого договора (лат. Foedus Cassianum) дошла до его дней, кратко его условия излагает Дионисий.
Сразу после примирения с плебеями и возвращения их в Рим, Постум Коминий выступил против вольсков.
Бартольд Георг Нибур предполагает, что описание военной кампании против вольсков является всего лишь попыткой Тита Ливия объяснить отсутствие одного из консулов в Риме, который на самом деле оставил город для ратификации договора с латинами.
В этом же году Спурий Кассий освятил храм Цереры, Вакха и Прозерпины, о чём давал обет диктатор Авл Постумий Альб Региллен.
В 486 году до н. э. Спурий Кассий — в третий раз консул, его коллега — Прокул Виргиний Трикост Рутил.
Сразу же после вступления в должность он выступил против герников и вольсков, которые сдались без боя; по возвращении в Рим потребовал триумф и получил его, несмотря на отсутствие сражений, пленников и добычи. Заключил союзный договор с герниками, аналогичный договору с латинами, согласно которому каждый из трёх народов получает треть от завоёванного в союзе с двумя другими, но Тит Ливий при этом указывает, что герники потеряли две трети своих земель.

## Аграрный закон
После заключения договора с герниками Спурий Кассий в 486 году до н. э. предложил к рассмотрению аграрный закон, первый в истории Римской республики.
Краткое описание положений закона, приведённое Дионисием, содержит некоторые неточности, на что указывает Бартольд Георг Нибур, согласно которому предложенный закон заключался в восстановлении старого закона, введённого шестым царём Рима Сервием Туллием.
В соответствии с новым законом, доли патрициев при получении общественных земель должны быть строго ограничены, оставшуюся после выделения доли патрициев землю следует разделить среди плебеев, с участков, принадлежащим патрициям, должна взиматься десятина урожая.
Предложенный закон вызвал активное недовольство коллеги Спурия Кассия — второго консула Прокула Виргиния Трикоста Рутила и других патрициев.
Тем не менее, закон был принят, но в дальнейшем на практике не применялся, так как до принятия в 471 году до н. э. Публиевых законов (лат. Lex Publilia) и в 450 году до н. э. Законов Двенадцати таблиц равенства между патрициями и плебеями во время вынесения судебных решений по аграрным вопросам не было.

## Суд и казнь
В 485 году до н. э., после окончания срока консулата, Спурий Кассий перед комицией курий был обвинён квесторами (лат. quaestores parricidii) Кезоном Фабием Вибуланом и Луцием Валерием Потитом в попытке узурпации власти.
Дионисий и Тит Ливий утверждают, что Спурий Кассий был осужден народным судом, некоторые другие источники, — что осужден по решению своего отца, что маловероятно, хотя отец и заявил о виновности сына.
Большинство древних историков, за исключением Диона Кассия, было убеждено в виновности Спурия Кассия.
Как и другие государственные преступники, Спурий Кассий был бичеван и обезглавлен, хотя существует стойкая легенда о том, что его сбросили с Тарпейской скалы. Его дом был разрушен, а место напротив храма Теллус, где он стоял, оставлено заброшенным. В храме Цереры была поставлена бронзовая статуя богини с надписью лат. ex Cassiana familia datum, что, видимо, означает, что статуя возведена на конфискованные у семьи Кассиев средства.
Статуя, позже поставленная одним из потомков Спурия Кассия на месте его дома, в 159 году до н. э. была отправлена цензорами в переплавку.

## Хронология
Историк Илья Бикерман (Elias J. Bickerman) предположил, что третий консулат Спурия Кассия приходится на 480 год до н. э., год битвы при Саламине. Эта версия основывается на сообщении Диодора Сицилийского о том, что третье избрание Спурия Кассия совпадает с годом, когда архонтом в Афинах был Каллиад (Calliades). Геродот утверждает, что битвы у Фермопил и при Саламине были сразу после Олимпийских игр этого года, а ещё через несколько месяцев после этих событий произошло солнечное затмение, датируемое 17 февраля 478 года до н. э.